# Flughafen Lyon Saint-Exupéry

i7
i11
i13
Der Aéroport de Lyon-Saint-Exupéry (englisch Saint-Exupéry International Airport, vormals Aéroport Satolas, IATA-Code: LYS, ICAO-Code: LFLL) befindet sich ca. 20 km östlich von Lyon auf dem Gebiet der Gemeinde Colombier-Saugnieu in Frankreich. Der Flughafen ist nach dem Luftfahrtpionier und Schriftsteller Antoine de Saint-Exupéry benannt.

## Geschichte
Die ersten Studien für den Bau begannen im Jahre 1965, um einen Ersatz für den bisherigen Flughafen Lyon-Bron zu schaffen. Grünes Licht für die Realisierung wurde dann offiziell von der Regierung Frankreichs im Februar 1968 gegeben. Drei Kriterien hatten der Standortwahl des neuen Flughafens zugrunde gelegen:
- Gute Erreichbarkeit des Flughafens besonders von Lyon und großen Städten der Region Rhône-Alpes
- Technische Eignung des Geländes für eine Flughafenfläche (Ebene, Windorientierung etc.)
- Lage in einer gering urbanisierten Zone.

Dies wurde auf einem Gebiet nordwestlich von Satolas-et-Bonce gefunden.
Im Jahre 1969 wurden die Kosten auf 300 Millionen Francs geschätzt. Die Finanzierung erfolgte zur Hälfte durch den Staat, ein Drittel übernahm die Industrie- und Handelskammer von Lyon und ein Sechstel der Kosten wurde zu gleichen Teilen durch den Allgemeinen Rat des Départements Rhône und der Stadtgemeinschaft von Lyon getragen.
Am 12. April 1975 wurde der Flughafen als Aéroport Lyon-Satolas von dem damaligen Präsidenten der französischen Republik Valéry Giscard d’Estaing in Anwesenheit von Pierre Doueil (Präfekt der Region) und Fernand Blanc (Präsident der Industrie- und Handelskammer von Lyon) eröffnet. Am 20. April 1975 landeten die ersten 150 Passagiere aus Paris kommend mit der Air Inter in Lyon.
Direkt neben dem Flughafen wurde am 3. Juli 1994 der Bahnhof Lyon Saint-Exupéry TGV in Betrieb genommen. Damit ist er an das TGV-Netz angebunden.
Am 29. Juni 2000 wurde der Flughafen umbenannt und auf den Namen des berühmten Piloten und Schriftstellers, Antoine de Saint-Exupéry, getauft.
Der Flughafen Lyon Saint-Exupéry hat im Jahre 2001 mehr als sechs Millionen Passagiere empfangen, also fast viermal mehr als im Jahre 1975 und sich als ein wesentlicher Belebungsfaktor der regionalen Wirtschaft etabliert.
Der Flughafen ist seit Sommer 2010 durch die Stadtbahn Rhônexpress auch mit dem Stadtgebiet von Lyon verbunden.

## Weichenstellungen für die Zukunft
Seit 1989 hat die Industrie- und Handelskammer von Lyon in Zusammenarbeit mit dem Staat und den Kommunalbehörden ein wichtiges Investitionsprogramm zur Kapazitätserhöhung des Flughafens Lyon Saint-Exupéry entwickelt. Um dem internationalen Anspruch gerecht zu werden, wurde im Juli 1994 der Bahnhof Lyon-Saint-Exupéry TGV in Betrieb genommen. 
Die Erstellung einer zweiten Start- und Landebahn, die Ausweitung der Terminals, die Konstruktion eines überdachten Parkplatzes, die Vergrößerung des Frachtterminals sind ebenso Verwirklichungen, die es dem Flughafen Lyon ermöglichten, die starke Zunahme des Verkehrsaufkommens zu bewältigen.

## Entwicklung des Verkehrs

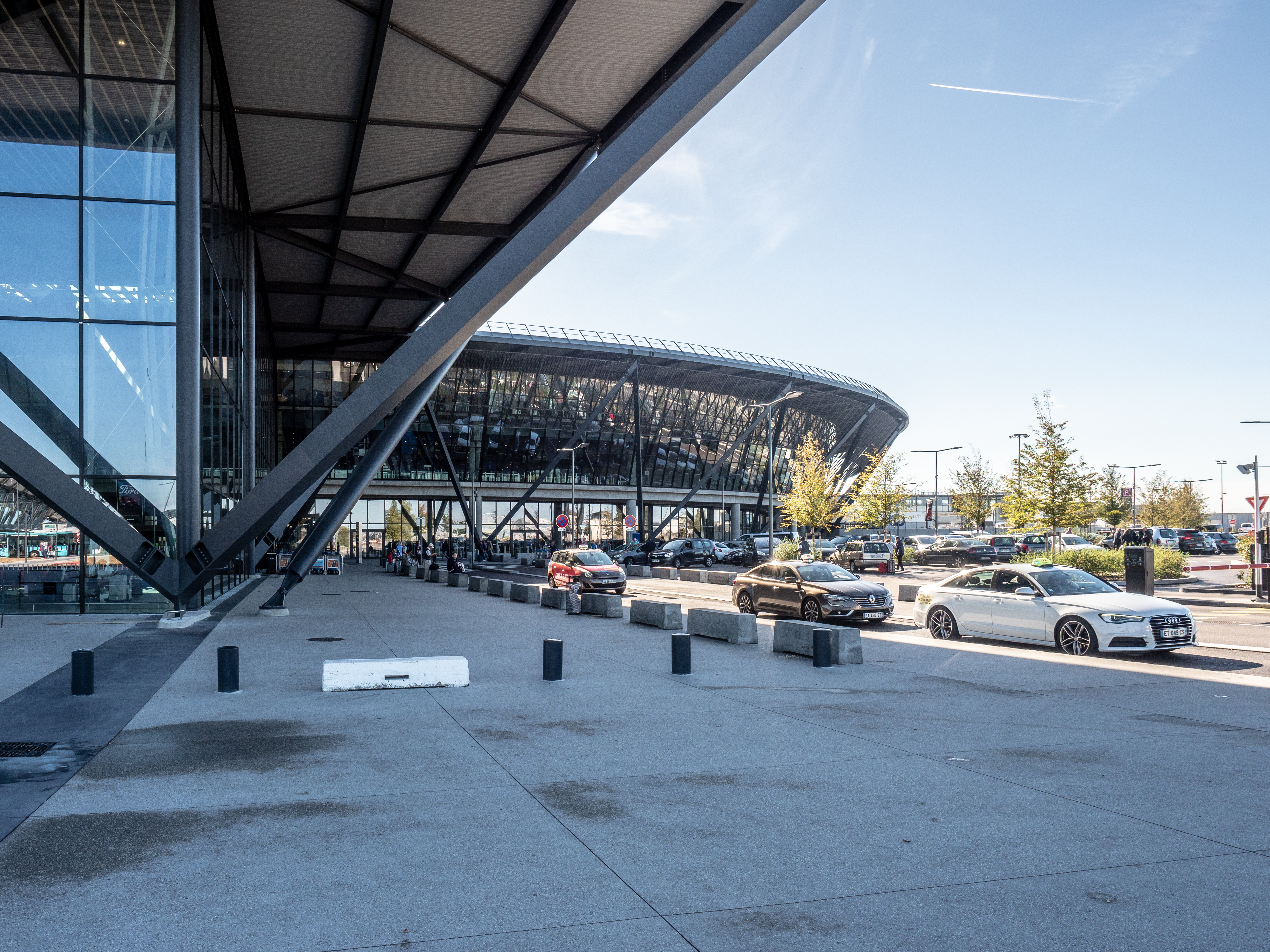
Flughafen Lyon Saint-Exupéry, Terminal 1

Von Lyon Saint-Exupéry werden mehr als 100 Direktflugverbindungen aufgenommen. Die Entwicklung des Flughafens ist besonders durch die wichtigen Kapazitätsausweitungen, der erhöhten Frequentierung sowie zu einem Teil durch den von der Fluggesellschaft Air France als „hub“ (Drehscheibe) genutzten Standort geprägt worden.

### Zahlen
Innerhalb der vergangenen 25 Jahre ist auf Lyon Saint-Exupéry der internationale Luftverkehr schneller als der nationale Verkehr gestiegen. So machte der nationale Verkehr, im Jahre 1975 noch 62 % des Gesamtverkehrs, im Jahre 2001 nur noch 43,2 % aus, während der Teil des internationalen Verkehrs von 32 % auf 55,8 % anstieg.